# 野崎・檜山・岸反応
野崎・檜山・岸反応（のざき・ひやま・きしはんのう、英語: Nozaki–Hiyama–Kishi reaction、略してNHK反応とも呼ばれる）は、塩化クロム (II) を用いるハロゲン化アルケニルなどとアルデヒドの化学反応である。野崎・檜山反応、野崎・檜山・岸・高井反応（のざき・ひやま・きし・たかいはんのう）と呼ばれることもある。

## 概要
1983年に高井和彦、檜山爲次郎、野崎一らのグループにより、ヨウ化アルケニルが塩化クロム(II) の存在下にアルデヒドに付加してアリルアルコール誘導体を生成することが報告された。このようなアルデヒド基への付加反応はマグネシウムを用いてグリニャール試薬などを調製することにより可能であるが、この反応においてはアルデヒド基を持つ分子内にケトンやエステルなど求核付加反応を受けやすい他の官能基が存在してもそれらとは反応せずにアルデヒド基にのみ選択的に付加反応が進行することに特徴がある。
また、ハロゲン化アルケニルの代わりにエノールトリフラートも使用できるのがグリニャール反応との相違点である。その他、ハロゲン化アルキニルやハロゲン化アリールでも同様の反応が進行する。
1986年に高井らのグループと岸義人らのグループによりそれぞれ独立に、用いた塩化クロム(II) の購入元や製造ロットによって大きく収率がばらつくことが報告された。この収率のばらつきを抑えるためには、触媒量の塩化ニッケル(II) の添加が効果的であることも報告された。高井らは、反応を発見した際に使用した塩化クロムを蛍光X線により分析したところ、クロムに対して 0.5 mol % 程度のニッケルが含まれていたことも報告した。そのため、現在このハロゲン化アルケニルやアリールから反応を行う場合には塩化ニッケル(II) を塩化クロム(II) に対して 0.5 mol % 程度添加するのが標準となっている。
なお、塩化ニッケル(II) の添加量が多すぎると、ハロゲン化アルケニルのホモカップリングが起こりやすくなり収率が低下する。また、ハロゲン化アリルのアルデヒドへの付加反応である野崎・檜山反応の場合には、ニッケルの添加は必要ない。
塩化クロム(II) は酸素によって速やかに酸化されてしまうため、反応は不活性ガス雰囲気下で行う必要がある。溶媒にはジメチルホルムアミドが一般に使用されるが、ハロゲン化アルキニルではテトラヒドロフランも使用できる。

## 反応機構

NHK反応の触媒サイクル

反応機構は以下のように推定されている。まずニッケル(II) が2原子のクロム(II) により還元されてニッケル(0) とクロム(III) が発生する。このニッケル(0) にハロゲン化アルケニルなどが酸化的付加して有機ニッケル(II) 錯体となる。そしてこれがクロム(III) とトランスメタル化して有機クロム(III) 錯体が生成する。有機クロム(III) 錯体がアルデヒドに求核付加して生成物を与える。トランスメタル化で放出されたニッケル(II) は再びクロム(II) で還元されて触媒的にはたらく。
1977年に檜山爲次郎、野崎一らによって同じく塩化クロム(II)を用いるハロゲン化アリルとアルデヒドの付加反応が報告されており、この反応も含めて野崎・檜山・岸反応と呼ぶ場合もある。